# 中村哲明
中村 哲明（なかむら　てつあき、1948年（昭和23年）10月1日 - ）は、日本のボクサー。 

## 経歴・人物
明治大学在学中に、1968年メキシコシティーオリンピックで男子フライ級に出場し、ベスト8入りした。  